# Mimetillus moloneyi
Mimetillus moloneyi är en fladdermusart som först beskrevs av Thomas 1891.  Mimetillus moloneyi är ensam i släktet Mimetillus som ingår i familjen läderlappar.
Inga underarter finns listade i Catalogue of Life. Wilson & Reeder (2005) skiljer mellan två underarter.

## Utseende
Arten når en kroppslängd (huvud och bål) av 48 till 58 mm, en svanslängd av 26 till 38 mm och en vikt mellan 6,0 och 11,5 g. Underarmarna är 27 till 31 mm långa. Fladdermusens vingspann är med cirka 175 mm påfallande litet jämförd med andra läderlappar. Pälsen är mörkbrun till svart och har ibland en rödbrun skugga. Andra kännetecken är en avplattad skalle, trekantiga öron med avrundade spetsar och korta bakben. Vuxna individer har stora körtlar på nosen.

## Utbredning och habitat
Denna fladdermus förekommer i centrala Afrika men inte i regnskogen kring Kongofloden. Utbredningsområdet sträcker sig från Sierra Leone österut till västra Etiopien och Kenya, sedan söderut till Moçambique och därifrån åter österut till Angola. I bergstrakter når arten 2300 meter över havet. Habitatet utgörs främst av regioner där savanner och trädansamlingar förekommer. Mimetillus moloneyi besöker även periferin av större fuktiga skogar.

## Ekologi
Individerna vilar bakom lösa barkskivor från döda träd eller i redskapsbyggnader. Vanligen vilar 9 till 12 fladdermöss tillsammans. Födan utgörs av flygande insekter. På grund av de smala vingarna krävs att individerna störtar från en högre punkt innan de kan flyga. De behöver även vila efter 10 till 15 minuter.
Honan kan ha två kullar per år vid de torra periodernas slut. Per kull föds en unge.

## Status
Mimetillus moloneyi är inte sällsynt. IUCN kategoriserar arten globalt som livskraftig.